# Source Normalized Impact per Paper
Source Normalized Impact per Paper (SNIP) — один з двох основних імпакт-факторів, що публікується наукометричною базою Scopus. Показник розробив професор Хенк Моед (англ. Moed H.F.) із Лейденського університету. Відображає вплив контекстної цитованості журналу, що дозволяє безпосередньо порівнювати журнали різної тематики, зважаючи на частоту, з якою автори цитують інші джерела, швидкість розвитку впливу цитати і ступінь відображення літератури певного напряму базою даних.
Цей показник враховує рівень цитувань у кожній науковій галузі, і може бути застосований для порівняння публікацій в різних наукових напрямках. Показник враховує посилання, зроблені в поточному році, на статті, які
опубліковано протягом трьох попередніх років. 
Показник часто застосовують для вирішення питань щодо фінансової підтримки науковців.